# مادام بوواری
مادام بوواری (به فرانسوی: Madame Bovary) نخستین اثر گوستاو فلوبر، نویسنده نامدار فرانسوی است که یکی از برجسته‌ترین آثار او به‌شمار می‌آید.

## چگونگی نوشتن داستان
فلوبر بعد از نوشتن اثری به نام وسوسه سن آنتوان از دوستان منتقد خود، ماکسیم دوکان و لویی بونه، دعوت کرد تا داستان را برای آن‌ها بخواند، ولی آن دو، داستان را اثر بدی برشمردند و به او پیشنهاد کردند که داستان دیگری دربارهٔ دلونه، از آشنایان آن‌ها، بنویسد. بر این اساس، فلوبر شروع به نوشتن داستان مادام بوواری کرد و سعی کرد که داستان را براساس شخصیت‌های واقعی بنویسد و با استفاده از مشاهدات و ذهن خود وقایع را در طول داستان گسترده کند. برای مثال اما بوواری همسر دلونه است.
نگارش مادام بوواری از سپتامبر ۱۸۵۱ تا آوریل ۱۸۵۶ به مدت پنج سال در کرواسه طول کشید. در این مدت فلوبر روزانه بیش از چند خط نمی‌نوشت و مرتب مشغول ویرایش نوشته‌های پیشین بود و هرآنچه را بر کاغذ می‌آورد با صدای بلند برای خود می‌خواند. او برای غنا بخشیدن به داستان علاوه بر بیان داستان اصلی، به بیان چند خاطره و چگونگی ارتباطش با لوئیز کوله پرداخته‌است. او که بسیار با شخصیت مادام بوواری هم‌ذات‌پنداری می‌کرده‌است، در نامه‌ای گفته‌است که هنگام نوشتن صحنه سم خوردن اما بوواری، مزه آرسنیک را در دهان خود احساس می‌کرده‌است.

## شخصیت‌های داستان
- اما بوواری: «اِما» شخصیت اول داستان بوده و نام داستان از نام او گرفته شده‌است. او دختری شهرستانی است که انتظارات سیری ناپذیری از دنیای خود دارد و مشتاق زیبایی، ثروت، عشق و جامعه‌ای سطح بالاست. بخش عظیمی از داستان حول اختلافات میان ایده‌آل‌های خیالبافانه و جاه طلبانه اِما و واقعیت‌های زندگی روستایی او می‌چرخد، به خصوص که این قضایا او را به سوی دو عشق زناکارانه سوق داده و بدهی‌های قابل توجهی برایش به همراه می‌آورند، که سرانجام باعث می‌شود اِما اقدام به خودکشی بکند..
- شارل بوواری: شارل بوواری، همسر اِما، مردی بسیار ساده و معمولی بوده و با توقعات خیالبافانه همسرش فاصله زیادی دارد. او پزشک روستای یونویل است ولی در این زمینه استعداد خاصی از خود نشان نداده و در واقع فاقد صلاحیت لازم برای پزشکی است. با وجود اینکه همه اهالی روستا از شهوترانی‌های اِما خبر دارند، شارل چیزی از این موضوع نمی‌داند و کنترلی روی همسرش ندارد، زیرا در واقع همیشه درگیر سروسامان دادن به خراب کاری‌های خودش است. او همسرش را می‌پرستد و او را زنی بی عیب و نقص می‌داند.
- رودولف بولانگه: رودولف بولانگه روستایی ثروتمندی است که اما را هم به زنجیره طولانی معشوقه‌هایش اضافه کرده‌است. او علاقه شدیدی نسبت به اما در خود نمی‌بیند و در حالی که اما بیشتر و بیشتر وابسته او می‌شود، احساس دلزدگی و نگرانی از بی احتیاطی‌های اما در رودولف شدت می‌گیرد. بعد از اینکه آن دو تصمیم به فرار با یکدیگر می‌گیرند، رودولف در می‌یابد که قادر به این کار نیست، به ویژه به این خاطر که اما به تازگی صاحب دختری به نام «برت» شده‌است. به همین دلیل رودولف، در روز تعیین شده برای فرار به تنهایی از روستا می‌گریزد و اما را دچار شکست روحی شدیدی می‌کند.
- لئون دوپوا: لئون دوپوا منشی جوانی از اهالی یونویل است. او پس از رودولف بولانگه دومین فردی است که با اما بوواری رابطه عاشقانه برقرار می‌کند.
- آقای اومه: اومه داروساز روستا است. او عقاید ضد دینی و آتئیستی دارد.
- آقای لورو: لورو تاجری حقه باز است که پی در پی اما را متقاعد به خرید جنس‌هایش کرده و از او می‌خواهد که پول آن‌ها را بعداً بپردازد. لورو با سودهای کلانی که روی وام‌های اما می‌کشد، مبلغ بدهی‌های او را بسیار بالا می‌برد و همین موضوع نقش مهمی در تصمیم اما به خودکشی دارد.

## ترجمه‌های فارسی
این رمان بارها به زبان فارسی برگردانده یا بازنویسی شده‌است. مترجمان کتاب مادام بواری در کتاب «تاریخ ترجمهٔ ادبی از فرانسه به فارسی» چنین ذکر شده‌است: «محمود پورشالچی (۱۳۲۷)، ربیع مشفق همدانی (۱۳۴۱)، محمد قاضی با همکاری رضا عقیلی (۱۳۴۱)، داریوش شاهین (۱۳۶۸)، محمدمهدی فولادوند (۱۳۷۹)، مهدی سحابی (۱۳۸۶) مهستی بحرینی (۱۳۹۸)

## اقتباس‌ها
مادام بوواری تاکنون بارها در تئاتر و سینما بازآفرینی شده. اولین بار ژان رنوار در سال ۱۹۳۴ از روی این رمان فیلمی ساخت. بعد از آن نیز چند مجموعه تلویزیونی از این رمان ساخته شد. یک بار نیز در سپتامبر ۲۰۰۹ تئاتر موزیکالی از این داستان ساخته شد.
دو فیلم از این رمان در سال‌های ۱۹۹۱ و ۲۰۱۵ با همین نام اقتباس شده‌است.
فیلم مادام بوواری (۲۰۱۵) با بازی میا واسیکوفسکا در نقش مادام بوواری و کارگردانی سوفی بارتز جدیدترین اقتباس از این رمان است.